# Nuvola Rossa
Nuvola Rossa (traduzione del nome originale in lakota Maȟpíya Lúta; in inglese Red Cloud; North Platte, 1822 – Pine Ridge, 10 dicembre 1909) è stato un capo dei Teton Oglala.

## Biografia

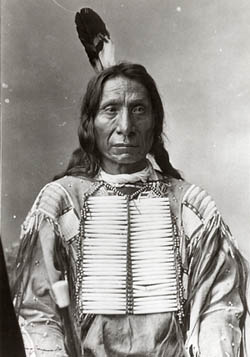
Nato con il nome Two Arrows (Due Frecce) Mahpìya Luta, prende il nome del padre alla sua morte Red Cloud o "Nuvola Rossa". Sulla testa esibisce una remigante d'aquila da "un colpo"

Dopo una serie interminabile di combattimenti contro i Pawnee, i Crow e gli altri nemici storici dei Teton, la prima sua azione nota in battaglia contro gli Statunitensi si compì durante il massacro di Grattan. Il ten. J.L. Grattan, inviato con un reparto di 29 soldati, un interprete e due obici al grande villaggio Teton eretto presso Fort Laramie per l'annuale ritiro delle razioni, allo scopo di recuperare un bovino sfuggito a una carovana di Mormoni e macellato da alcuni Dakota, aveva pensato bene di aprire il fuoco con l'artiglieria, uccidendo, tra gli altri, il capo Mahto Iowa ("Orso Agitato") e scatenando la reazione dei guerrieri Sichangu e Oglala (questi ultimi sopraggiunti durante il combattimento), rispettivamente condotti da Coda Chiazzata (in lingua Lakota: Siŋté Glešká) e Nuvola Rossa, allora entrambi giovani capi di guerra, i quali sterminarono il reparto di Grattan il 17 agosto 1854.
Dopo la sollevazione dei Teton, Cheyenne e Arapaho guidata da Coda Chiazzata lungo il Platte River a seguito del massacro degli Cheyenne di Motavato ("Caldaia Nera") a Sand Creek, commesso dal Reggimento Colorado Volunteers del col. Chivington il 29 novembre 1864, assediando e distruggendo Julesburg, nel Colorado, il 7 gennaio 1865 e riducendo a mal partito le truppe statunitensi nel territorio, affidate prima al gen. Robert B. Mitchell e poi al gen. Patrick E. Connor, le trattative iniziate a Fort Laramie nella primavera 1866 si conclusero con la stipulazione del Trattato di Laramie del 27 giugno 1866, sottoscritto da Coda Chiazzata ma non da Nuvola Rossa.
Negli anni 1867-1868 Nuvola Rossa proseguì la guerra nella regione del Powder River, guidando con successo la resistenza dei Teton Dakota, Cheyenne e Arapaho contro l'invasione lungo il "Bozeman Trail" (un progetto ferroviario che avrebbe dovuto collegare il Wyoming ai bacini auriferi del Montana, da garantirsi tramite la costruzione di una catena di forti nel territorio indiano). Così, dopo avere rifiutato di sottoscrivere il trattato di Laramie nell'estate 1866, Nuvola Rossa prese il comando delle tribù Teton e delle bande settentrionali Cheyenne decise a contrastare l’afflusso degli immigranti e depose le armi solo in seguito all'abbandono del progetto da parte del governo statunitense, quando i suoi guerrieri poterono appiccare il fuoco ai forti (Fort Phil Kearny, Fort Reno e Fort C. F. Smith) ormai abbandonati lungo il Bozeman Trail; la guerra sarebbe terminata col trattato di Laramie sottoscritto da Coda Chiazzata il 29 aprile 1868, da una lunga lista di altri capi nei mesi successivi e da Nuvola Rossa il 6 novembre 1868.
Né Coda Chiazzata né Nuvola Rossa si sarebbero uniti alla guerra per la difesa dei Black Hills intrapresa da Tatanka Yotanka ("Toro Seduto"), Tashunka Witko ("Cavallo Pazzo"), Piji ("Fiele", tradotto impropriamente anche come "Noce-di-Galla") e altri; le riserve di Rosebud (Coda Chiazzata) e Pine Ridge (Nuvola Rossa) furono poste, comunque, sotto stretto controllo militare, e i due capi furono arrestati.

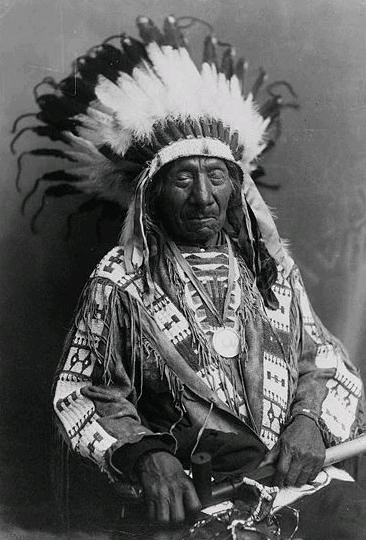
Mahphya Luta (Red Cloud o "Nuvola Rossa") con un copricapo cerimoniale

Nuvola Rossa fu destituito dalla carica di capo oglala dopo una disputa con un agente governativo nel 1881. Trascorse gli ultimi anni di vita nella riserva di Pine Ridge, nel South Dakota, dove si spense nel 1909; riposa nella località medesima, nel cimitero a lui stesso intitolato.

## Filmografia
La lotta di Nuvola Rossa contro gli avamposti statunitensi è stata riassunta, sia pure in maniera romanzata, in Tomahawk - Scure di guerra, film del 1951 per la regia di George Sherman, con Van Heflin e Yvonne De Carlo, western decisamente filo-nativoamericano (sia pure vista con gli occhi di un bianco), di denuncia delle stragi perpetrate dall'esercito USA contro i nativi.

Altro film da segnalare, sia pure nel "modello classico" del western, è L'arma che conquistò il West del 1955, regia di William Castle.